# Malaxis intermedia
Malaxis intermedia là một loài thực vật có hoa trong họ Lan. Loài này được (A.Rich.) Seidenf. mô tả khoa học đầu tiên năm 1978.